# Lili Ivanova

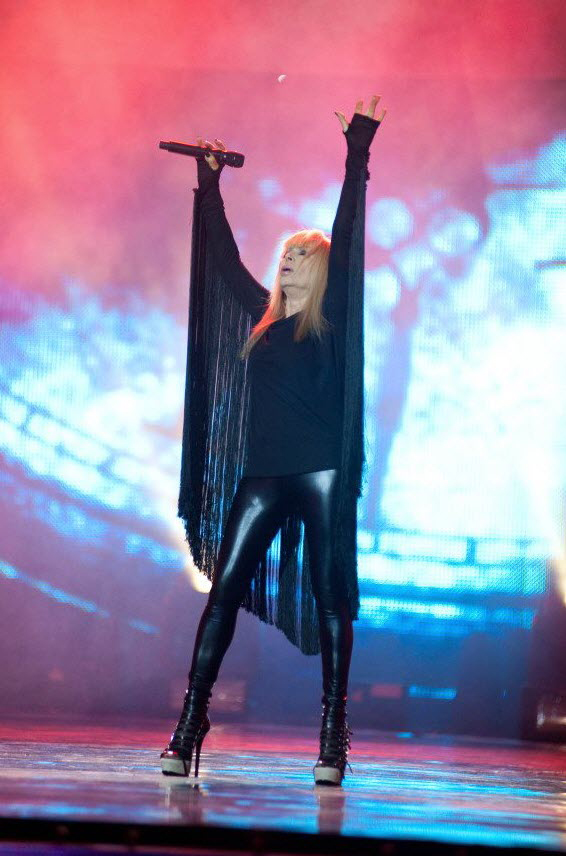
Lili Ivanova (2012)

Lili Ivanova (bulgarisch: Лили Иванова; * 24. April 1939 in Kubrat), geboren als Liljana Petrova Ivanova, ist eine international bekannte bulgarische Pop- und Estrada-Sängerin sowie Musikproduzentin. Ihr Auftreten und Wirken in Musik und Fernsehen wie auch in der Mode ließ sie zu einer popkulturellen Medienikone werden. Sie ist in Deutschland bekannt unter ihrem Künstlernamen Lili Ivanova.

## Biografie
Nachdem sie 1959 eine Schule für Krankenschwestern in Warna absolviert hatte, schloss sie zwei Jahre später zusätzlich eine musikalische Ausbildung in Sofia ab. Ihren Durchbruch schaffte sie mit dem Lied Samstagabend im Jahr 1963. Seit dieser Zeit gab sie weltweit mehr als 12.500 Live-Konzerte.

## Karriere
Lili Ivanova hat bisher 67 Alben, darunter u. a. Vierfach-Platin und zwei Goldene Schallplatten in Frankreich und Griechenland, und ca. 500 Singles in Japan, Frankreich, Großbritannien, Russland, Deutschland, Spanien, Rumänien, Frankreich, Griechenland, Polen, der Türkei, Ungarn und in Südamerika veröffentlicht. Ihr weltweiter Hit Camino hat sich über 15 Millionen Mal als Single verkauft. In den Republiken der damaligen Sowjetunion wurde die Single über 10 Millionen Mal verkauft. Camino wurde weltweit bisher über 4.000 Mal gecovert. Bisher gab sie weltweit 15.000 Konzerte, zu ihrem Repertoire gehören inzwischen über 1.000 Songs in über 20 Sprachen.
Ihre internationale Anerkennung spiegelt sich in ihren erhaltenen Preisen und Auszeichnungen wider – Goldene Schallplatten in Frankreich und Griechenland, Grand Prix Siege in Paris, Rio de Janeiro, Santiago de Chile, Sofia (2× Goldener Orpheus), Bratislava (Goldener Schlüssel), Barcelona, Istanbul, Tokio, Sopot und Izmir.
2002 entstanden Aufnahmen für den Playboy und Fotos für das Healthier-Magazin.
Sie wurde Ende 2005 von Sony Ericsson ausgezeichnet und mit ihrem Song Camino in die „All Time TOP 40“ gewählt. In West- und Ostdeutschland wurde sie mit deutschsprachigen Liedern bekannt. Als Autoren schrieben unter anderem Klaus Munro, Ralf Arnie, Arnold Fritzsch, Gerhard Siebholz, Horst Krüger, Michael Hansen und Dieter Schneider für die Sängerin.
In der Bundesrepublik Deutschland hatte sie ihre ersten Auftritte 1968. Klaus Munro und Ralf Arnie produzierten ihre Tonträger für das damalige Label BASF, es folgten Auftritte mit Nero Brandenburg beim RIAS und Dieter Thomas Heck u. a. bei der Internationalen Funkausstellung im damaligen West-Berlin.
In der DFF-Reportage Abends im Rampenlicht (1981) war sie neben Dorit Gäbler, Rolf Herricht und Helena Vondráčková zu erleben. Sie war u. a. Gast in den TV-Shows Ein Kessel Buntes, Da liegt Musike drin, Bong und Burgparty 1981. Im Berliner Friedrichstadtpalast wirkte sie in mehreren Revuen mit. Gastspiele gab sie im Palast der Republik und im Metropol-Theater.
Von 1984 bis 1990 war sie allein in der damaligen DDR in über 1.600 Live-Veranstaltungen zu erleben. Im Jahr 1987 war Lili Ivanova die offizielle Kulturbotschafterin Bulgariens während der 750-Jahr-Feier im damaligen Berlin (Ost).
Die deutsche Entertainerin Dagmar Frederic coverte drei Songs von Lili Ivanova: Bunte Wagen (Original: Panairi), Frühling am Meer und Lass die Rosen nicht verblühn.
Lili Ivanova sang zu mehreren bulgarischen Filmproduktionen die Titelsongs, unter anderem zu Wassil Mirtschews Tango (1969) und Walo Radews Verdammte Seelen (1975).
Zahlreiche nationale und internationale Auszeichnungen und Ehrungen hat sie erhalten, u. a. im Dezember 2008 die Auszeichnung „Frau des Jahres 2008“ in Sofia.
2009 gab sie ein ausverkauftes Konzert in der Pariser Music Hall Olympia, mehrere TV-Sender zeichneten das Konzert auf.
In ihrer Heimatstadt Kubrat organisiert Lili Ivanova jährlich ein Festival für junge Talente, die Sieger werden von ihr gefördert und teilweise auch produziert.
Am 22. November 2012 startete ihre Live-Tournee Lili Ivanova & Grand Li Orchestra in der ausverkauften Arena Armeec Sofia vor 15.000 Zuschauern. Das Konzert wurde zu Weihnachten im größten bulgarischen Fernsehsender ausgestrahlt.
Im Moskauer Kreml war sie am 31. März 2013 erneut Star-Gast in einer Show, welche auch im Ersten Fernsehkanal Perwy kanal ausgestrahlt wurde. Am 24. Mai 2013 wurde Lili Ivanova für ihr Mega-Konzert in der Arena Armeec Sofia bei den BG Radio Musik Awards 2013 ausgezeichnet. Zum ersten Mal in der Geschichte von BG Radio haben die Hörer ein Live-Konzert geehrt. In Brüssel gastierte sie mit ihrer Band erneut am 12. Oktober 2013.
Premiere feierte der Dokumentarfilm Die Unerklärliche über das Leben von Lili Ivanova am 21. und 22. Dezember 2013. Der Film von Georgi Toshev wurde im bulgarischen Fernsehen am 28. Dezember 2013 zum ersten Mal ausgestrahlt.
In der Staatsoper Sofia präsentierte sie am 13. Februar 2014 die Multimedia-Show Liebe in der Oper. Das Konzert wurde zu Ostern 2014 im bulgarischen Fernsehen ausgestrahlt.
Am 8. Mai 2014 veröffentlichte ein Forschungsinstitut aus der Schweiz eine Studie, in der neben Mercedes, Plácido Domingo, dem FC Barcelona Lili Ivanova für beste Qualität steht.
Lili Ivanova war Mitglied der internationalen Jury des Festivals Slawischer Basar, welches vom 10. bis 14. Juli 2014 in Witebsk stattfand und trat als Stargast auf. Zusammen mit ihr waren in der Jury der Gewinner des Eurovision Song Contest 2009 Alexander Rybak aus Norwegen, Jadwiga Poplavskaya aus Belarus und der Gewinner des Grammy Marlow Rosado aus den USA. Vorsitzender der Jury war der russische Komponist Kim Breytburg.
Mit Andrea Bocelli gastierte sie am 31. August 2014 im Stadion der Bulgarischen Armee in Sofia. Ihre Nationale Tour 2014 beendete sie am 6. November 2014 in Sofia im Nationalen Kulturpalast (NDK).
Im Dezember 2014 sorgte das Album Der Dichter für einen neuen Verkaufsrekord in Bulgarien, welches im Dezember 2014 exklusiv beim Hauptsponsor Lidl vertrieben wurde. Das Album wurde Vierfach-Platin vom IFPI ausgezeichnet und sorgte für einen neuen Verkaufsrekord in der Neuzeit Bulgariens, seit dem Jahr 1990.
Am 16. Mai 2015 gastierte Lili Ivanova in London im ausverkauften Konzerthaus Troxy. Die neue Sport- und Entertainment Bulstrad Arena in Russe eröffnete Lili Ivanova mit einem Konzert in der mit 5100 Zuschauern ausverkauften Halle am 23. Juli 2015. Die Lili Ivanova Tour 2015 führte im Herbst auch nach Kanada, u. a. nach Toronto und Montreal zu ausverkauften Konzerten.
Im Dezember 2015 veröffentlichte Lili Ivanova gemeinsam mit Lidl Bulgaria eine CD-Box mit fünf Disc unter dem Titel Neveroyatno / Unglaublich zum zehnjährigen Jubiläum der Discounter-Kette in Bulgarien.
Das Album Lili Ivanova erschien im Juni 2017, am 26. Oktober beendete sie ihre nationale Tournee mit zwei Konzerten im Nationalen Kulturpalast von Sofia. 2018 und 2019 fanden ihre Stadion-Tourneen in Bulgarien statt.
Ihr 80. Geburtstag wurde mit Sondersendungen im bulgarischen und russischen Fernsehen gewürdigt. Im Dezember 2019 wurde das Doppel-Album Sevdana als LP, CD und Digital-Album veröffentlicht.

## Diskografie

### Alben (Auswahl)
- 1963: Recital
- 1967: Uličkata malka
- 1968: More na mladostta
- 1969: Tozi svjat e tăj prekrasen
- 1970: Camino
- 1972: Običam te
- 1973: Večnost
- 1975: Tango
- 1976: Stari moj prijatelju
- 1977: Gălăbăt
- 1978: Životăt ni săbira, životăt ni razdelja
- 1979: Mojat grad
- 1981: Predupreždenie
- 1982: Hits in German
- 1982: Šturce
- 1983: Srceto te izbra
- 1984: Iskam te
- 1986: Lili86
- 1987: Ti me povika
- 1989: Težka svatba
- 1993: Hazart
- 1996: Gotovi li ste ljubov?
- 1998: Časten slučaj
- 1999: Time For Sax - Hits by Lili Ivanova
- 2000: Vetrove
- 2001: Live In Concert
- 2003: Iljuzija narečna ljubov
- 2003: The Best 1
- 2003: The Best 2
- 2005: Retro - Golden Hits Russia
- 2006: Bez Pravila (Doppel-CD)
- 2009: One Love (Doppel-CD - in zwei Versionen erhältlich)
- 2010: Au Nom De La Foi (VÖ: Juli 2010)
- 2010: This World Is a Woman (VÖ: Oktober 2010)
- 2012: LI (VÖ: 22. November 2012)
- 2014: The Poet / Der Dichter (Dezember 2014)
- 2015: Neveroyatno / Unglaublich - CD-Box mit 5 Discs (Dezember 2015)
- 2017: Lili Ivanova (VÖ: Juni 2017)
- 2019: Sevdana - Doppel-CD (VÖ: Dezember 2019)

### Download-Alben (Auswahl)
- 1968: Lili Ivanova & Dova
- 1968: Yo Creo en Ti
- 2009: Woman In Love
- 2009: TANGO
- 2009: GOLD 1 - Za Tebe Biah
- 2009: GOLD 2 - Bez Pravila
- 2009: Illusion Called Love
- 2009: Lyubovta (Live in Sofia 2001)
- 2009: Hali Gali (Lili Ivanova & the Orchestra Balkanton) (Original: 1964)
- 2009: Camino (Original: 1970)
- 2009: Eternity (Original: 1973)
- 2010: Au Nom De La Foi
- 2010: This World Is a Woman
- 2013: LI
- 2014: The Poet / Der Dichter (VÖ: 7. November 2014)